# Aarni
Aarni est un groupe finlandais (one-man-band) de metal avant-gardiste, originaire d'Oulu. Il comprend Master Warjooma et quelques musiciens de session. Bien que beaucoup de sources, dont les officielles, parlent d'autres membres du groupe, ils sont des personnages de fiction (probablement inventés par Warjomaa lui-même) dont un comte français du XVIIe siècle et un personnage de dessin avec un t-shirt contenant le logo de Aarni.

## Biographie
Aarni est formé en 1998, en Finlande, par Master Warjomaa, qui est également un membre actif d'un groupe de doom metal appelé Umbra Nihil, au poste de guitariste. Aarni sort sa première démo en 2001, puis un split avec Umbra Nihil l'année suivante. Après une seconde démo en 2002, Aarni sort finalement son premier album, Bathos, en 2004. Aarni est actuellement sous contrat avec Epidemie Records. Aarni publie un second album, intitulé Tohcoth, le 19 février 2008.

## Influences
La musique d'Aarni a certaines ressemblances avec le funeral doom (dans Reaching Azathoth, par exemple) et est parfois similaire au folk metal (The Weird of Vipunen). Le groupe lui-même utilise le terme de Chthonic Musick pour décrire son style. Les paroles d'Aarni ont à voir avec une variété de thèmes dont le folklore finlandais, le transhumanisme, le paganisme, la parapsychologie, les théories psychanalytiques et la mythologie. Les paroles sont chantées en anglais, finnois, latin, et probablement aussi en français, égyptien ancien, et/ou en glossolalie.

## Membres

### Membre actuel
- Master Warjomaa - composition, écriture, production (depuis 1998)

### Membres de session
- Rhesus Christ - batterie (pour Bathos)[8]
- Albert Frankenstein - chant (pour Bathos)[8]

## Discographie
- 2001 : Demo 2001
- 2002 : Aarni / Umbra Nihil
- 2002 : Duumipeikon paluu
- 2004 : Bathos
- 2008 : Tohcoth